# Sanquelim
Sanquelim är en ort i Indien.   Den ligger i distriktet North Goa och delstaten Goa, i den sydvästra delen av landet, 1 500 km söder om huvudstaden New Delhi. Sanquelim ligger 17 meter över havet och antalet invånare är 11 698.
Terrängen runt Sanquelim är platt västerut, men österut är den kuperad. Runt Sanquelim är det ganska tätbefolkat, med 124 invånare per kvadratkilometer. Närmaste större samhälle är Ponda, 17,9 km söder om Sanquelim. I omgivningarna runt Sanquelim växer huvudsakligen savannskog.